# Aizubange
Aizubange (会津坂下町?, Aizubange-chō) è una cittadina giapponese della prefettura di Fukushima.